# Рахны-Лесовые
Рахны́-Лесо́вые (укр. Рахни́-Лісо́ві, пол. Rachny Lasowe) — село на Украине, находится в Шаргородском районе Винницкой области.
Код КОАТУУ — 0525386901. Население по переписи 2001 года составляло 5101 человек. Почтовый индекс — 23536. Телефонный код — 4344.
Занимает площадь  7,84 км².

## Религия
В селе действует Крестовоздвиженский храм Шаргородского благочиния Могилёв-Подольской епархии Украинской православной церкви.

## Адрес местного совета
23536, Винницкая область, Шаргородский р-н, с. Рахны Лесные, ул. Макаренка, 26